# Bruce Ford
Bruce Ford, född den 18 september 1954 i Victoria, British Columbia, är en kanadensisk roddare.
Han tog OS-brons i scullerfyra i samband med de olympiska roddtävlingarna 1984 i Los Angeles.